# Filadelfia (centro sportivo)
Il Filadelfia è un impianto sportivo italiano della città di Torino; prende il nome dal preesistente stadio Filadelfia, ex impianto interno del club calcistico del Torino e demolito in parte a fine XX secolo.
L'attuale struttura, ricostruita tra il 2015 e il 2017, è utilizzata come centro sportivo di allenamento della prima squadra del Torino.

## Storia
Nel 2002 il Torino abbandonò il progetto del 1997, che prevedeva di riutilizzare l'abbandonato stadio Filadelfia come impianto per le partite casalinghe e decise invece di trasformarlo in uno "stadio della memoria" con museo, sede e centro commerciale.
Il 19 dicembre 2002, il vecchio stadio Filadelfia venne ceduto dalla S.I.S. di Francesco Cimminelli al Torino dello stesso Cimminelli, così da poterlo destinare ad altre attività. Tuttavia, nel 2005 il vecchio Filadelfia venne acquistato dal Comune, il quale decise anche di mantenere la prorietà del Comunale. Queste due operazioni furono il risultato dei problemi finanziari che portarono al fallimento del Torino.
Nonostante questi problemi, le basi di un progetto simile a quello dell'attuale centro sportivo Filadelfia iniziarono a vedere la luce proprio in quegli anni: tra il 2002 e il 2004, infatti, la società torinista intendeva stabilire la sede sociale all'interno della struttura, insediarvi un museo, fare un impianto da 2 200 posti in erba sintetica, riservare il campo da gioco agli allenamenti della prima squadra e alle partite della formazione Primavera. Nel frattempo, con il passare degli anni, si consumavano i resti di un Filadelfia ormai abbandonato e in preda al degrado.
L'8 febbraio 2011 si aprì a una nuova opportunità per la struttura cadente: la nuova "Fondazione Stadio Filadelfia", appena costituitasi, acquistò il terreno del vecchio stadio Filadelfia dal Comune. Il successivo 10 novembre, la fondazione bandì un concorso di idee per acquisire proposte volte a ricostruire il vecchio storico impianto che, nel biennio 1997-1998, era stato in parte demolito e i cui vari tentativi di ristrutturazione e ricostruzione, tra il 1985 e il 2008, erano falliti. Il 6 giugno 2014 il presidente del Torino Urbano Cairo, a nome ed a carico della Fondazione Mamma Cairo, diede l'incarico della stesura del Progetto Preliminare agli architetti Eraldo Martinetto e Marco Aimetti; questo progetto venne messo alla base del bando di gara pubblicato il 4 ottobre 2014. Il Progetto definitivo ed esecutivo fu opera dello Studio PROGECO - Progettazioni Generali, risultato vincitore nella gara di appalto integrato Progettazione e Costruzione vinta dal raggruppamento A.T.I. C.S. Costruzioni S.r.l. e C.I.E.T. S.r.l.
Il progetto di costruzione del nuovo centro sportivo (concepito come «Casa del Toro») prevedeva un centro sportivo dotato di un campo principale da gioco da 4 000 spettatori e di un campo secondario, destinati a ospitare gli allenamenti della prima squadra e alcune partite casalinghe della formazione Primavera e venne suddiviso in tre lotti:
1. Il primo lotto era costituito da 2 campi in erba naturale riscaldati; 5 gradinate da 2 000 posti complessivi; una tribuna coperta da 2 000 posti; garage sotterraneo e spogliatoi per la prima squadra, la formazione primavera e gli arbitri; palestra; sala stampa e foresteria per i giovani (costruiti al rustico); restauro della biglietteria storica. I lavori sono stati completati nella primavera del 2017.
2. Il secondo lotto prevedeva il restauro dei monconi delle curve; il completamento della sala stampa, della foresteria, del punto ristoro, delle sedi del Torino F.C. e dei 5 spogliatoi mancanti.[23]
3. Il terzo lotto prevedeva la realizzazione del museo del Torino su via Giordano Bruno.[23]

Il 26 gennaio 2015 iniziarono i primi lavori di disboscamento dell'area, ricerca e bonifica dei residuati bellici.
Il 17 ottobre 2015 avvenne la posa della prima pietra del nuovo Filadelfia. 
Il 25 maggio 2017, dopo l'anteprima della giornata precedente, venne inaugurato l'impianto (completo per il lotto 1) alla presenza del sindaco di Torino Chiara Appendino, del presidente della regione Piemonte Sergio Chiamparino e del presidente dei granata Urbano Cairo. Il 1º agosto fu firmato il contratto d'affitto tra la Fondazione Stadio Filadelfia e il Torino F.C.; l'accordo (retroattivamente efficace a partire dal 1º luglio) concedette il Filadelfia alla società granata per una durata ventennale con opzione per altri sei anni, mentre la Fondazione, coi proventi della locazione, potrà completare il secondo e il terzo lotto dei lavori dello stadio.

## Struttura

### Campo principale

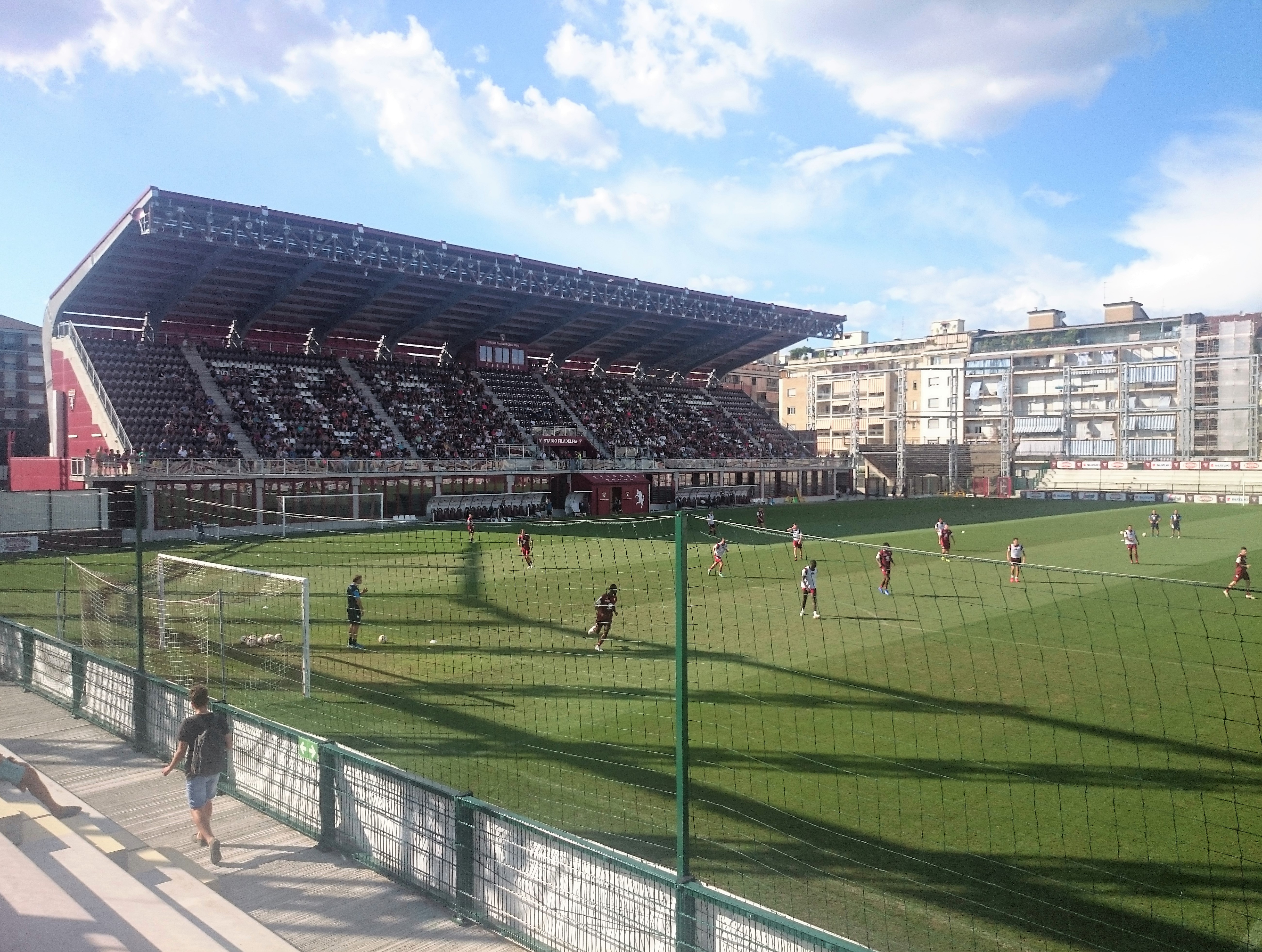
Vista del campo principale

Il campo principale dell'impianto, in erba naturale e riscaldato, è stato realizzato in modo tale da renderlo simile a quello dello stadio Olimpico Grande Torino, sede delle partite casalinghe dei granata (le dimensioni dei due campi da gioco sono identiche, 105 x 68 m). Può ospitare fino a 4 188 spettatori; la tribuna da 2 010 posti richiama quella del vecchio Filadelfia, a cui si aggiungono le gradinate ai lati del campo per altri 2 178 posti complessivi. Le tribune del nuovo Filadelfia partono dal primo piano e non dal terreno; sotto di esse è infatti situata la palestra che, per volontà del Torino, è stata realizzata rivolta verso il campo e in comunicazione con esso attraverso delle vetrate. Al completamento del secondo lotto saranno inoltre presenti: al primo piano della struttura la sala stampa e la sede della Fondazione Filadelfia; al secondo piano gli uffici del Torino; al terzo piano la foresteria per i giovani.
All'uscita delle scale che portano dagli spogliatoi al terreno (caratteristica presente anche nello storico impianto) è presente un pezzo di erba recuperato dal vecchio Filadelfia.
Per il nuovo stadio Filadelfia,  essendo circondato da palazzi di 6-7 piani distanti dal campo pochi metri, l'allora tecnico del Torino Gian Piero Ventura ha voluto nel progetto la realizzazione di un sistema di occultamento da utilizzare per le sessioni di allenamento a porte chiuse; questo è costituito da alcuni teloni che vengono automaticamente "srotolati" quando necessario e riavvolti subito dopo per non privare gli abitanti dei palazzi circostanti della normale luminosità.
Tali coperture si sono presto rotte e sono state rimosse nel 2021. Con l'avvento di Ivan Jurić, il progetto è stato ripreso, prima installando delle vele fisse, poi sostituite con nuove vele mobili.
Ai lati del campo sono visibili i due resti delle tribune del vecchio impianto; dopo il loro restauro è previsto che uno di questi venga lasciato accessibile ai tifosi, mentre l'altro usato per il recupero dei giocatori infortunati.
Il campo viene utilizzato saltuariamente dalla formazione Primavera del Torino: in queste occasioni le gradinate su via Spano sono riservate alla tifoseria ospite.

### Campo secondario
Il campo secondario è anch'esso in erba naturale e riscaldato ma, a differenza del campo principale, non è dotato del sistema di teloni per le sessioni a porte chiuse. Le dimensioni del terreno sono inoltre di poco inferiori a quelle del campo principale (102 x 62 m). Sono presenti tre file di gradoni per i tifosi, per un totale di 341 posti. Il campo viene impiegato principalmente per le sedute di allenamento differenziate.

### Piazzale della memoria

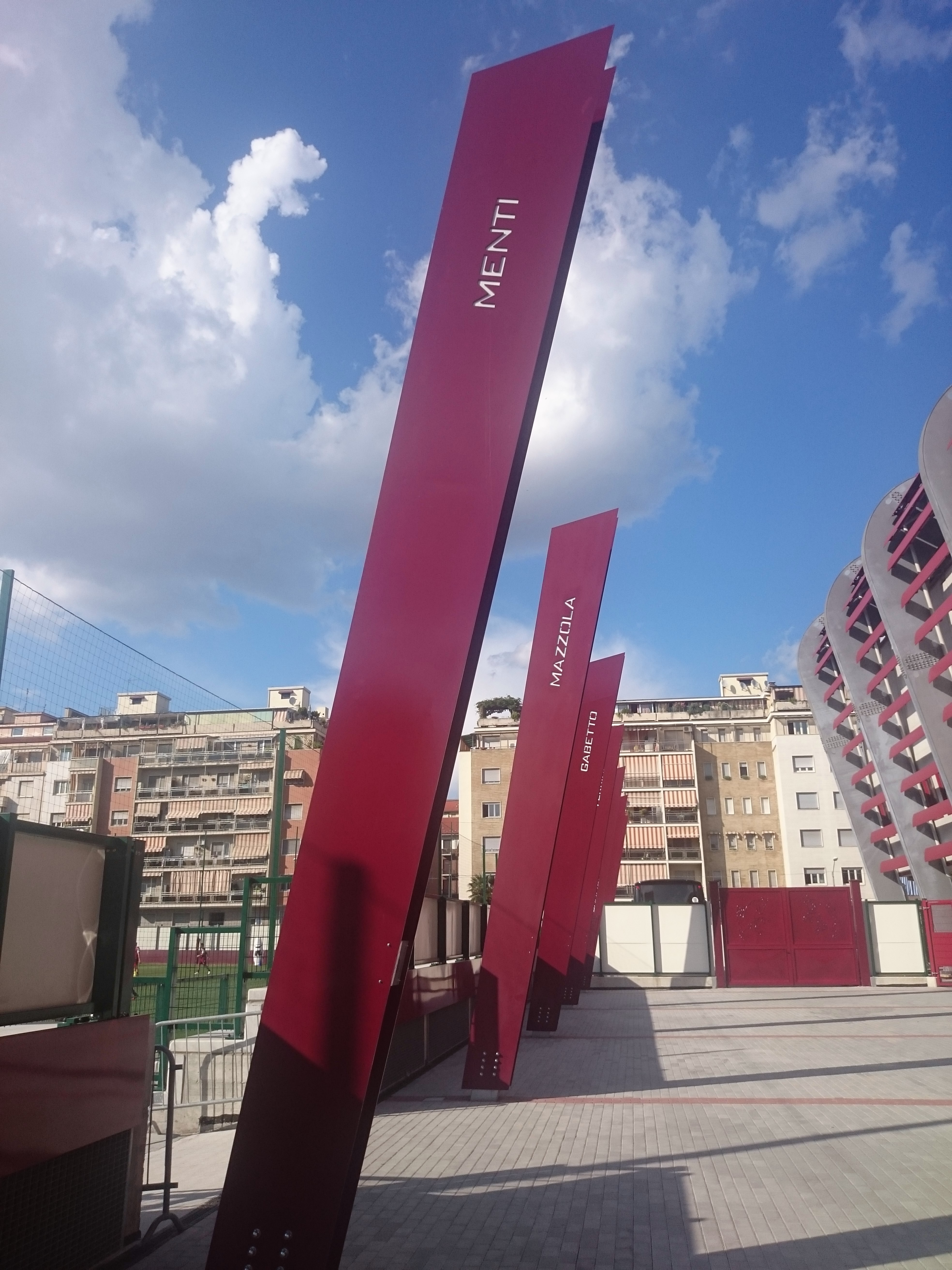
Monumento commemorativo a Romeo Menti nel Piazzale della memoria

Peculiarità del nuovo impianto è il Piazzale della memoria, un'area situata tra i due campi da gioco e accessibile al pubblico durante gli allenamenti a porte aperte o poche ore prima delle partite casalinghe del Torino. Il piazzale è stato inaugurato il 24 maggio 2017 e comprende al suo interno dodici pennoni alti 7 metri e dotati di luci led. Di seguito l'elenco delle squadre e giocatori simboli del Torino a cui sono dedicati i monumenti:
- Campioni d'Italia 27/28
- Caduti a Superga
- Bacigalupo e Ballarin
- Maroso e Grezar
- Rigamonti e Castigliano
- Loik e Menti

- Mazzola
- Ossola e Gabetto
- Ferrini e Meroni
- Campioni d'Italia 75/76
- Fondazione Filadelfia
- Torino FC

Durante l'inaugurazione fu apposta una targa commemorativa ad Aldo Rabino, cappellano e padre spirituale del Torino per oltre 40 anni.
Lungo la parete che separa il piazzale dal campo secondario sono installati dei pannelli con sopra incisi i nomi delle persone che hanno effettuato donazioni (crowdfunding) alla Fondazione Filadelfia per contribuire alla realizzazione dell'impianto.

### Museo
Nel progetto, su via Giordano Bruno, è prevista la costruzione del museo del Torino (attualmente ubicato nella villa seicentesca Claretta-Assandri a Grugliasco), in seguito alla conclusione del terzo ed ultimo lotto.

## Utilizzo
La struttura è utilizzata in maniera continuativa unicamente per gli allenamenti della prima squadra del Torino Football Club. Tutte le formazioni giovanili del club granata si allenano e disputano gli incontri ufficiali in altre strutture di Torino e della regione.